# 新民学会
新民学会（しんみんがっかい）とは、1918年に、中華民国湖南省長沙市で毛沢東らによって設立された学生団体の名称である。この団体というのは湖南省第四師範学校に在学中の毛沢東が、新文化運動の影響を受けたことで、ほかの学生ら10数人とともに設立されることとなった団体である。当初の新民学会というのは学生の互助や向上を目指すための団体であり、学術の向上や品行を磨くなどといった事柄が理念とされていた。だが1919年の五四運動でマルクス主義が学生を指導するようになったのを機に、多くの会員もマルクス主義に傾倒していくようになり、新民学会の理念もマルクス主義を基としたものに変更されることとなった。